# Jeszenik-hegység
A Jeszenik-hegység (csehül: Hrubý Jeseník, lengyelül: Wysoki Jesionik, németül: Altvatergebirge) a Szudéták egy része Csehországban, mely északnyugatra a morva lejtőkig és a freiwaldaui szorosig nyúlik. Mély hasadékok által elválasztott magas, hegytömegekből és kopasz, részben mohával fedett 1300 méternél magasabb csúcsokból áll; a legjelentékenyebbek: a nagy Altvater (németül, am. ősapa, csehül Praděd, lengyelül Pradziad, 1492 m), a széles Janovitzi hegy (1460 m), a kis Altvater (1331 m), a Glaserberg vagy Köpernikstein (1417 m), a Hochschar (1345 m). A nagy Altvater csúcsáról igen szép kilátás nyílik a Kárpátokra, a Biela szűk völgyére és a környező szép hegységekre.